# 우시노야역
우시노야역(일본어: 牛ノ谷駅, うしのやえき)은 일본 후쿠이현 아와라시에 있는 해피라인 후쿠이의 철도역이다.
후쿠이 현에서 가장 북쪽에 있는 역으로, 역에서 북쪽으로 500 m 떨어져 있는 노자카 터널에 후쿠이 현과 이시카와현의 경계가 있다.

## 역 구조
섬식 1면 2선 구조의 지상역이다. 정류소로 취급되고 있다. 역사는 선로 동쪽에 있으며, 승강장과는 건널목으로 이어져 있다.
후쿠이 지역 철도부가 관리하는 무인역이다.

### 승강장
| 역사쪽 | ■ 해피라인 후쿠이선 | 후쿠이 · 쓰루가 방면   |
| 반대쪽 | ■ 해피라인 후쿠이선 | 가나자와 · 도야마 방면 |

## 역사
- 1918년 11월 15일 - 일본국유철도 호쿠리쿠 본선 호소로기 역 ~ 다이쇼지 역 사이에 "노자카 신호소"로 개업.
- 1921년 4월 15일 - 역으로 승격하면서 "우시노야 역"으로 이름이 바뀌었다.
- 1987년 4월 1일 - 민영화에 따라 서일본 여객철도의 소속이 되었다.
- 2024년 3월 16일: 호쿠리쿠 신칸센 가나자와역 ~ 쓰루가역 연장 개통에 따라, 해피라인 후쿠이로 이관됨.

## 인접역
| 해피라인 후쿠이 ■ 해피라인 후쿠이선 | 해피라인 후쿠이 ■ 해피라인 후쿠이선 | 해피라인 후쿠이 ■ 해피라인 후쿠이선 |
| ----------------------------------- | ----------------------------------- | ----------------------------------- |
| 호소로기 쓰루가 방면                | 보통                                | 다이쇼지 방면                       |